# Pycnodontidae
Pycnodontidae es una familia extinta de peces con aletas que vivió en el período Pérmico hasta el Cuaternario. Fue reconocida por Agassiz en 1835.

## Géneros
- † Acrotemnus Agassiz 1843
- † Anomoeodus Forir 1887
- † Athrodon Sauvage 1880
- † Callodus Thurmond 1974
- † Coccodus
- † Coelodus Haeckel
- † Gyrodus Agassiz 1843
- † Iemanja Wenz 1989
- † Macromesodon Blake 1905
- † Microdus
- † Micropycnodon Hibbard y Graffham 1945
- † Neoproscinetes De Figueiredo y Silva Santos 1990
- † Nonaphalagodus Thurmond 1974
- † Omphalodus von Meyer 1847
- † Paleobalistum
- † Paramicrodon Thurmond 1974
- † Polypsephis Hay 1899
- † Proscinetes Gistl 1848
- † Pycnodus Agassiz 1835
- † Pycnomicrodon Hibbard y Graffham 1941
- † Sphaerodus Agassiz 1843
- † Stemmatodus
- † Tepexichthys Applegate 1992
- † Typodus Quenstedt 1858
- † Xenopholis Davis 1887

## Galería

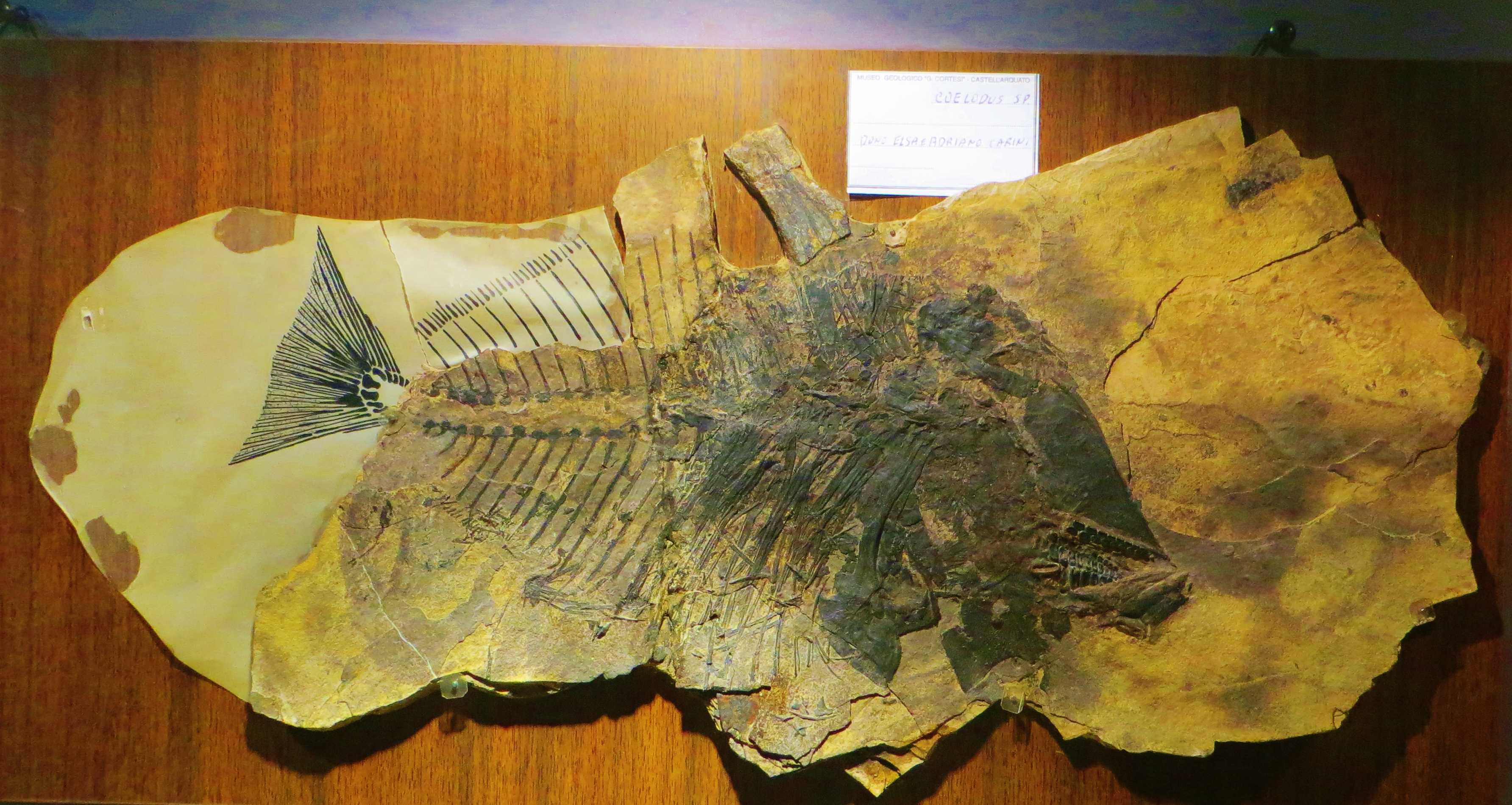
Coelodus
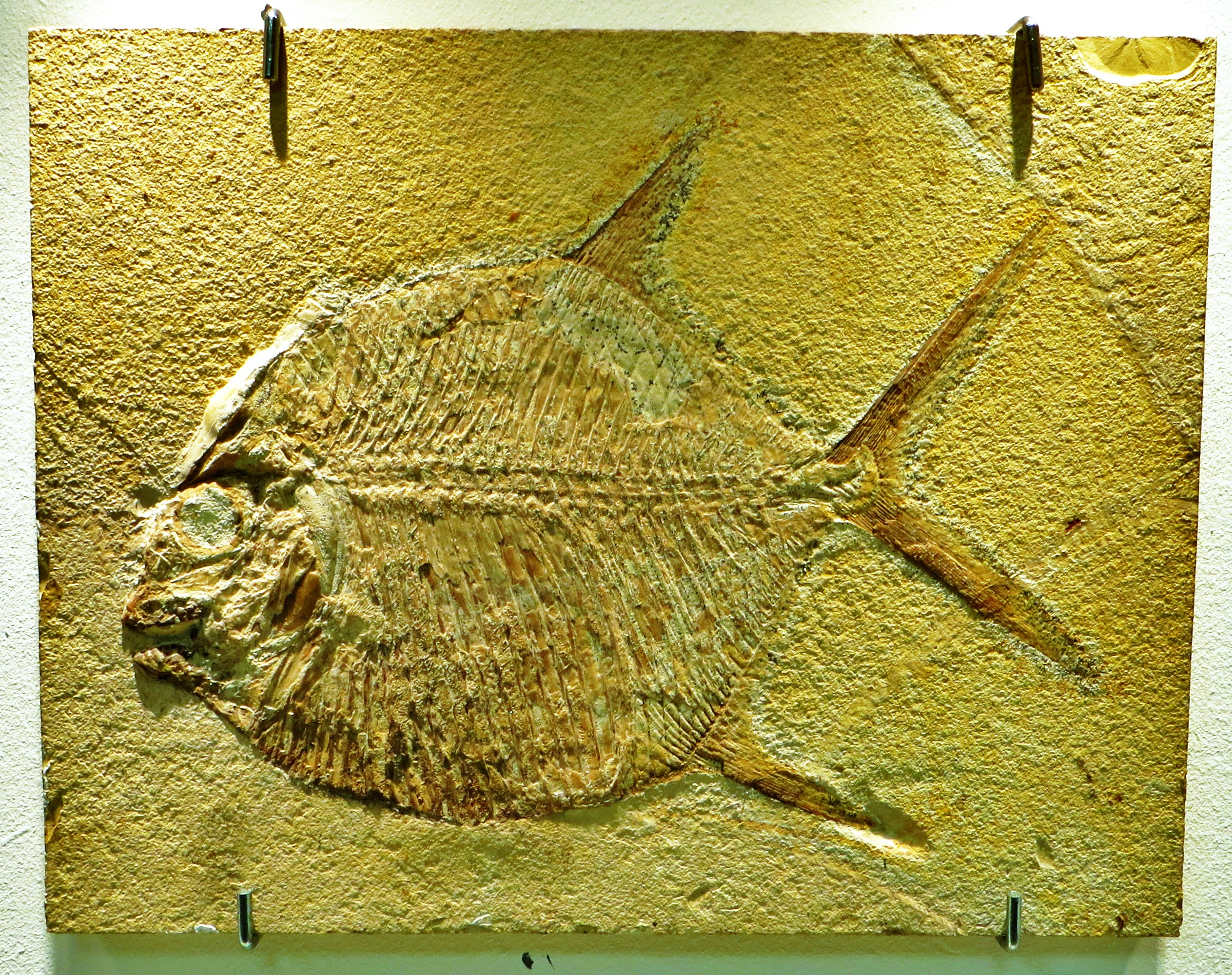
Gyrodus
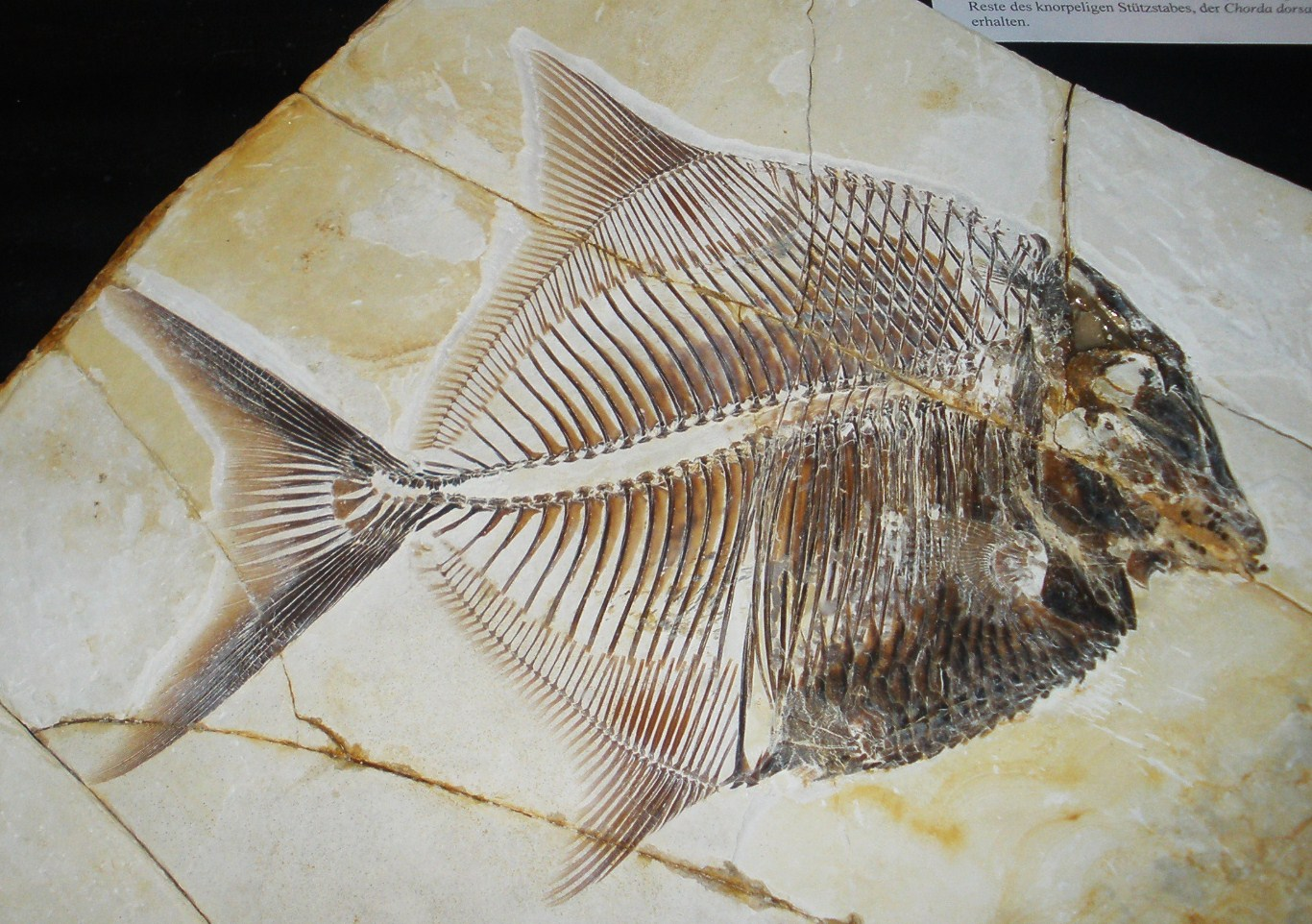
Proscinetes
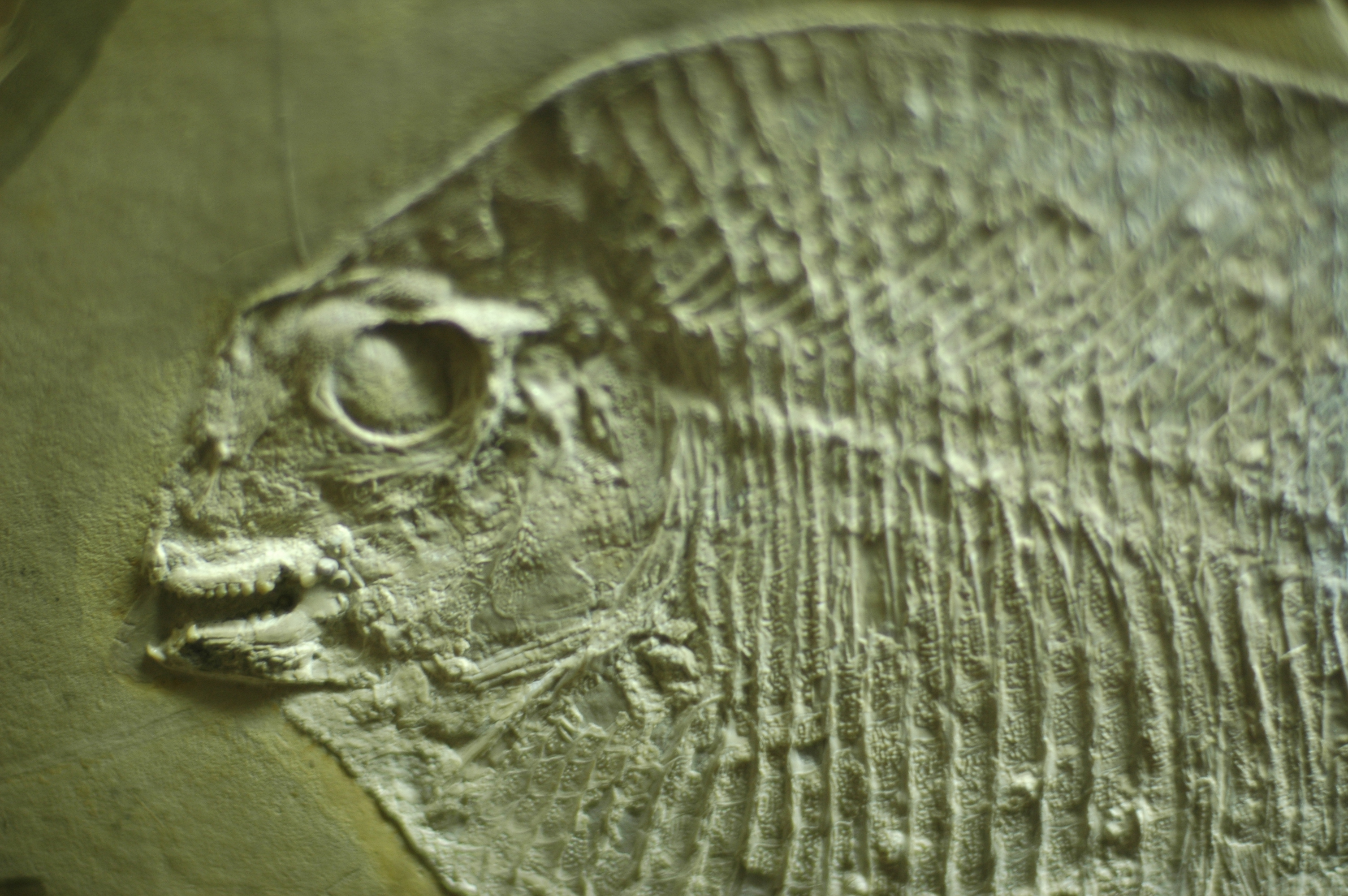
Pycnodus
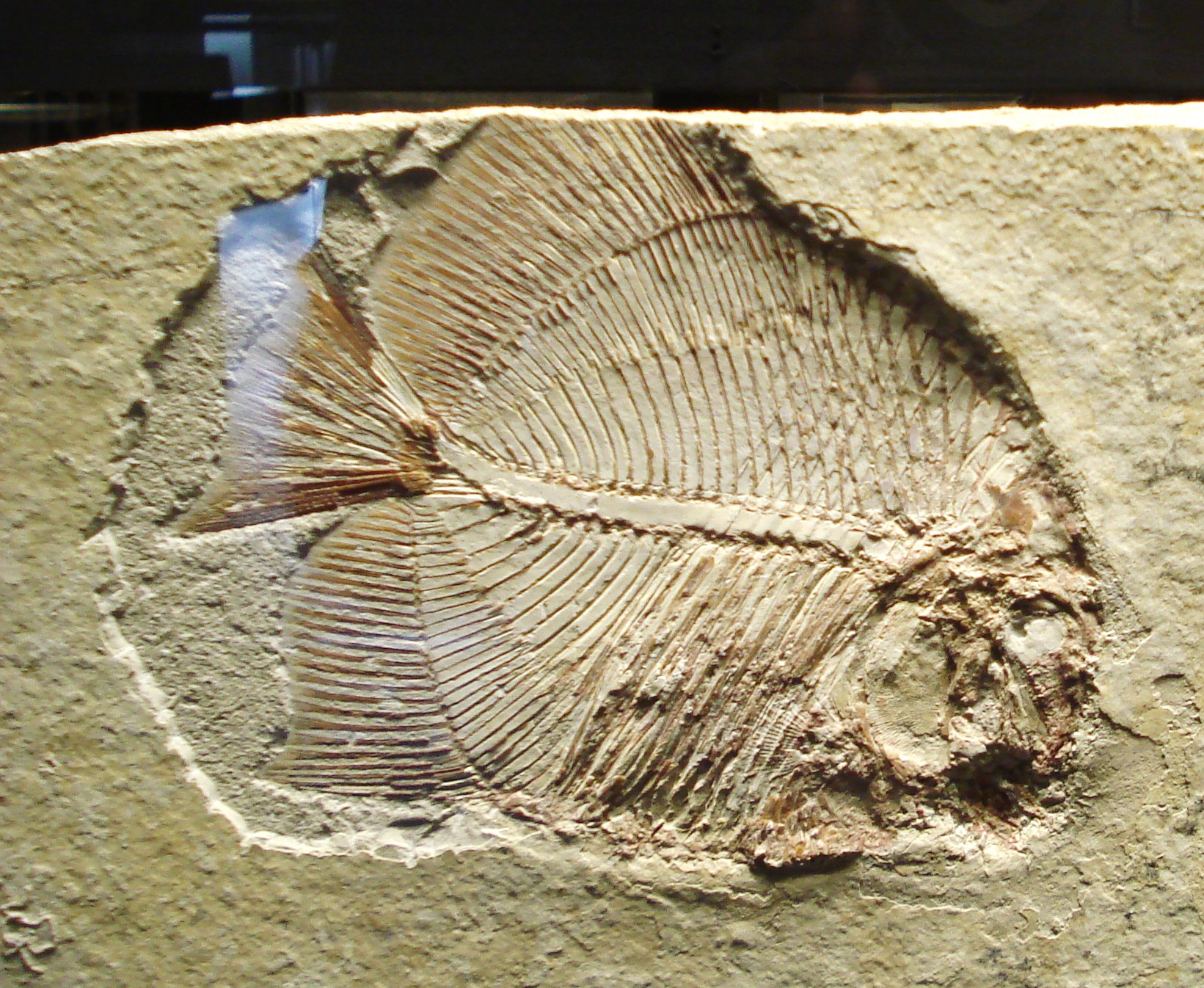
Turbomesodon